# Division Nationale 1
La Division Nationale 1, conocida oficialmente como Total League por motivos de patrocinio, es la máxima competición profesional de baloncesto de Luxemburgo. Fue creada en 1934 y la disputan 10 equipos.

## Palmarés
| - 1933-34 Nitia Bettembourg - 1934-35 Nitia Bettembourg - 1935-36 Nitia Bettembourg - 1936-37 Nitia Bettembourg - 1937-38 Nitia Bettembourg - 1938-39 Nitia Bettembourg - 1939-40 Nitia Bettembourg - 1940-44 * - 1944-45 Nitia Bettembourg - 1945-46 Nitia Bettembourg - 1946-47 Nitia Bettembourg - 1947-48 Nitia Bettembourg - 1948-49 Nitia Bettembourg - 1949-50 Nitia Bettembourg - 1950-51 Nitia Bettembourg - 1951-52 Black Boys Kayl - 1952-53 Nitia Bettembourg - 1953-54 Nitia Bettembourg - 1954-55 Etzella Ettelbruck - 1955-56 Etzella Ettelbruck - 1956-57 Etzella Ettelbruck - 1957-58 Sparta Bertrange | - 1958-59 Rou'de Le'w Kayl - 1959-60 Sparta Bertrange - 1960-61 Etzella Ettelbruck - 1961-62 Etzella Ettelbruck - 1962-63 Etzella Ettelbruck - 1963-64 Etzella Ettelbruck - 1964-65 Etzella Ettelbruck - 1965-66 Black Star Mersch - 1966-67 Racing Luxembourg - 1967-68 Black Star Mersch - 1968-69 Sparta Bertrange - 1969-70 Etzella Ettelbruck - 1970-71 Amicale - 1971-72 Etzella Ettelbruck - 1972-73 Amicale - 1973-74 Sparta Bertrange - 1974-75 T71 Dudelange - 1975-76 T71 Dudelange - 1976-77 T71 Dudelange - 1977-78 Amicale - 1978-79 Sparta Bertrange - 1979-80 Amicale | - 1980-81 Amicale - 1981-82 T71 Dudelange - 1982-83 T71 Dudelange - 1983-84 T71 Dudelange - 1984-85 T71 Dudelange - 1985-86 Sparta Bertrange - 1986-87 Sparta Bertrange - 1987-88 Contern - 1988-89 Hiefenech - 1989-90 Hiefenech - 1990-91 Hiefenech - 1991-92 Etzella Ettelbruck - 1992-93 Résidence - 1993-94 Résidence - 1994-95 Résidence - 1995-96 Hiefenech - 1996-97 Résidence - 1997-98 Racing Luxembourg - 1998-99 Etzella Ettelbruck - 1999-00 Racing Luxembourg - 2000-01 Contern - 2001-02 Soleuvre | - 2002-03 Etzella Ettelbruck - 2003-04 Contern - 2004-05 Sparta Bertrange - 2005-06 Etzella Ettelbruck - 2006-07 Sparta Bertrange - 2007-08 Sparta Bertrange - 2008-09 Contern - 2009-10 T71 Dudelange - 2010-11 T71 Dudelange - 2011-12 Sparta Bertrange - 2012-13 T71 Dudelange - 2013-14 T71 Dudelange - 2014-15 T71 Dudelange - 2015-16 Amicale - 2016-17 Amicale - 2017-18 Amicale - 2018-19 Etzella Ettelbruck - 2020-21 T71 Dudelange - 2021-22 Amicale - 2022-23 Basket Esch - 2023-24 Amicale - 2024-25 Etzella Ettelbruck |

*No se celebró debido a la Segunda Guerra Mundial

## Títulos por club
| N.º Títulos | Club               | Años                                                                                           |
| 16          | Nitia Bettembourg  | 1934, 1935, 1936, 1937, 1938, 1939, 1940, 1945, 1946, 1947, 1948, 1949, 1950, 1951, 1953, 1954 |
| 16          | Etzella Ettelbruck | 1955, 1956, 1957, 1961, 1962, 1963, 1964, 1965, 1970, 1972, 1992, 1999, 2003, 2006, 2019, 2025 |
| 13          | T71 Dudelange      | 1975, 1976, 1977, 1982, 1983, 1984, 1985, 2010, 2011, 2013, 2014, 2015, 2021                   |
| 11          | Sparta Bertrange   | 1958, 1960, 1969, 1974, 1979, 1986, 1987, 2005, 2007, 2008, 2012                               |
| 8           | Amicale            | 1971, 1973, 1978, 1980, 1981, 2016, 2022, 2024                                                 |
| 4           | Contern            | 1988, 2001, 2004, 2009                                                                         |
| 4           | Hiefenech          | 1989, 1990, 1991, 1996                                                                         |
| 4           | Résidence          | 1993, 1994, 1995, 1997                                                                         |
| 3           | Racing Luxembourg  | 1967, 1998, 2000                                                                               |
| 2           | Black Star Mersch  | 1966, 1968                                                                                     |
| 1           | Black Boys Kayl    | 1952                                                                                           |
| 1           | Rou'de Le'w Kayl   | 1959                                                                                           |
| 1           | Soleuvre           | 2002                                                                                           |
| 1           | Basket Esch        | 2023                                                                                           |

## MVP de la Temporada
| Año  | Nombre y Equipo              |
| ---- | ---------------------------- |
| 2004 | Mike Feyder (Contern)        |
| 2005 | -                            |
| 2006 | Nelson Delgado (Etzella)     |
| 2007 | Larrie Smith (1) (Sparta)    |
| 2008 | Larrie Smith (2) (Sparta)    |
| 2009 | Brandon Gary (Contern)       |
| 2010 | Dustin Scott (Etzella)       |
| 2011 | Denell Stephens (T71)        |
| 2012 | Larrie Smith (3) (Sparta)    |
| 2013 | Ryan Sharry (T71)            |
| 2014 | Billy McDaniel (1) (Amicale) |
| 2015 | Billy McDaniel (2) (Amicale) |
| 2016 | Billy McDaniel (3) (Amicale) |

## MVP de las Finales
| Año  | Nombre y Equipo          |
| ---- | ------------------------ |
| 2014 | Tom Schumacher (1) (T71) |
| 2015 | Tom Schumacher (2) (T71) |
| 2016 | Bob Melcher (Amicale)    |

## Entrenador de la Temporada
| Año  | Nombre y Equipo             |
| ---- | --------------------------- |
| 2004 | Julien Marnegrave (Contern) |
| 2005 | -                           |
| 2006 | Jan Enjebo (1) (Etzella)    |
| 2007 | Rick Brooks (Amicale)       |
| 2008 | Philippe Giberti (Sparta)   |
| 2009 | Marco Amelow (Contern)      |
| 2010 | Jan Enjebo (2) (T71)        |
| 2011 | Jan Enjebo (3) (T71)        |
| 2012 | Rainer Kloss (Sparta)       |
| 2013 | Jan Enjebo (4) (T71)        |
| 2014 | Tim Collins (T71)           |
| 2015 | Ken Diederich (1) (Amicale) |
| 2016 | Ken Diederich (2) (Amicale) |